# Kriechbaum (Gemeinde Allerheiligen)
Kriechbaum ist eine Ortschaft der Katastralgemeinde und Gemeinde Allerheiligen im Mühlkreis in Oberösterreich. Die Ortschaft hat 127 Einwohner (Stand 1. Jänner 2024).

## Geographie
Die Ortschaft Kriechbaum befindet sich am westlichen Rand des Gemeindegebietes von Allerheiligen im Mühlkreis auf einer Höhe von 340 m ü. A. bis 380 m ü. A. Die Grenze zur Nachbargemeinde Tragwein nördlich und westlich der Ortschaft ist gleichzeitig die Grenze des Bezirks Perg zum Bezirk Freistadt. Im Süden reicht die Ortschaft Lina der Marktgemeinde Schwertberg an die Ortschaft heran. Innerhalb der Katastralgemeinde Allerheiligen grenzt Kriechbaum im Osten an den Hauptort Allerheiligen und die nördlich davon gelegene Ortschaft Baumgarten. Im Südwesten von Kriechbaum befindet sich die Ortschaft Oberlebing der zur Gemeinde Allerheiligen gehörenden Katastralgemeinde Lebing.
Ein Teil des Bergwerks- und Betriebsgeländes der Kamig einschließlich des markanten Betriebsgebäudes (Wienerbergerhaus) befindet sich in der Ortschaft Haarland auf dem Gemeindegebiet von Tragwein.
Wesentliches Fließgewässer ist der Kettenbach, der zunächst von Norden nach Süden fließt und die Grenze zur Nachbargemeinde Tragwein bildet, dann in einem rechten Winkel Richtung Westen abbiegt, durch das besiedelte Gebiet von Kriechbaum und wieder zurück auf das Gemeindegebiet von Tragwein fließt und dort in die Aist mündet.

## Geologie
Kriechbaum befindet sich am Südrand des Mühlviertler Granitmassivs, der sogenannten Böhmischen Masse. Die Landschaft bildet in Kriechbaum eine durch tektonische Bruchvorgänge hervorgerufene gestreckte Mulde, in der sich im Tertiär vor vierzig Millionen Jahren ein abbauwürdiges Kaolinvorkommen gebildet hat. Das Gebiet war danach auf Grund der weiteren Absenkung vom Meer überflutet und von Meeresablagerungen überdeckt. Die Küstenlinie verlief damals in Ost-West-Richtung auf einer Höhe von rund 420 Meter Seehöhe.
Das Kaolinvorkommen erstreckt sich auf die Gemeinden Allerheiligen (Kriechbaum), Perg (Weinzierl), Tragwein und Schwertberg.

## Geschichte

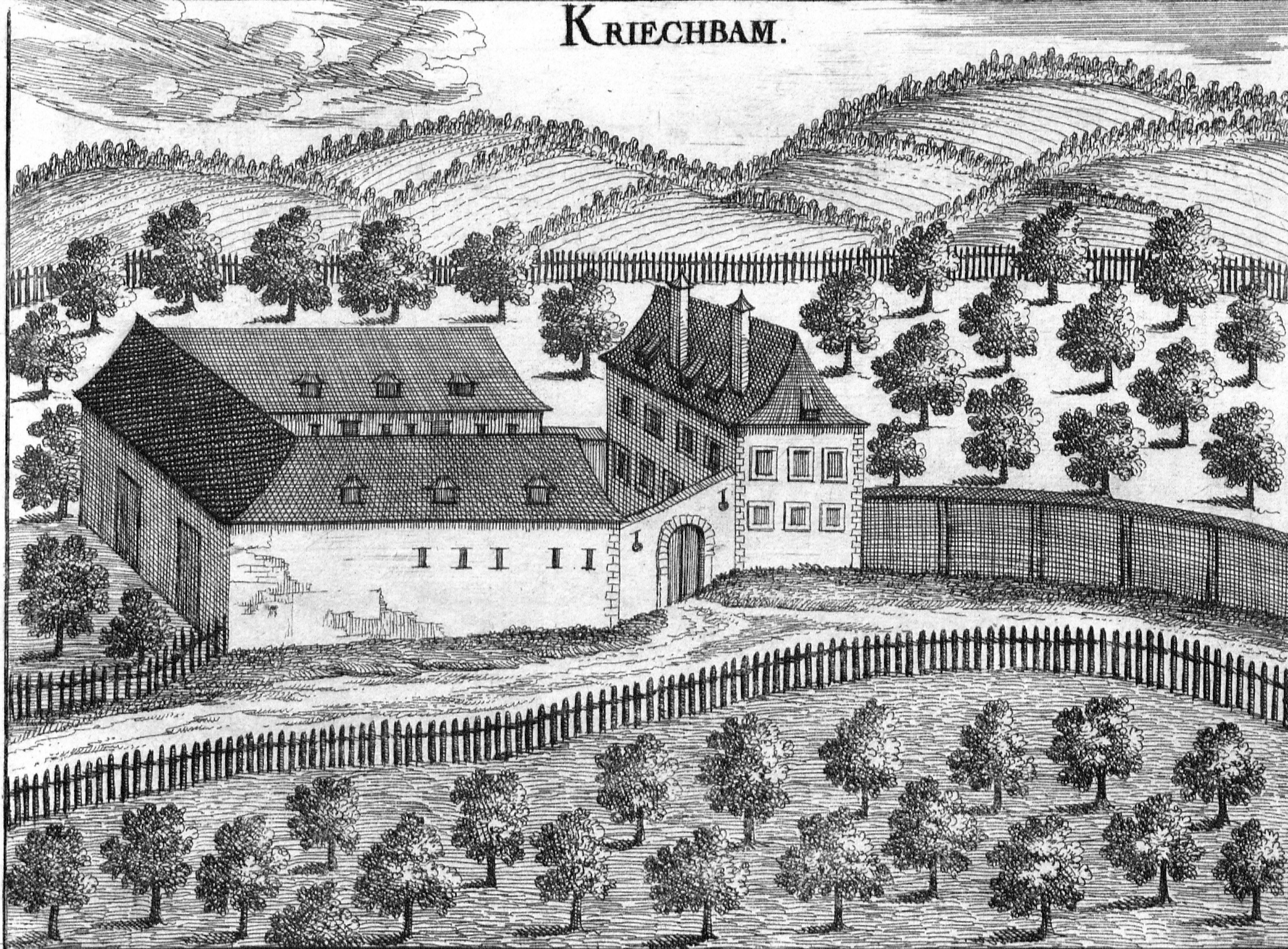
Adelssitz in Kriechbaum in der Gemeinde Allerheiligen im Mühlkreis

Die Öder von Geiersberg waren ursprünglich Regensburger Vasallen, die im Umfeld der Burg Windegg saßen und dem jeweiligen Lehensherren dieser Herrschaft unterstanden. Das waren nach dem Aussterben der Hochfreien von Lengenbach 1236 die Herren von Kuenring. Ein Angehöriger der Familie wurde erstmals 1265 urkundlich erwähnt. Von ihrem Stammsitz auf der im 12. Jahrhundert errichteten Burg Geiersberg in Oberlebing in der Nähe des Reifeggergutes gründeten die Nachkommen des Öders Heinrich II. die drei Hauptlinien der Familie mit Sitzen in Schwertberg sowie Siegenhofen und Kriechbaum und gaben Geiersberg auf.
Der Siegenhof in der Nähe des Kettenbaches in der heutigen Ortschaft Kriechbaum wird erstmals um 1300 im Lehensbuch des Janns von Kapellen erwähnt. Erster Öder von Siegenhofen war Hartneid (1260 bis 1313), letzter war Lorenz V. (1490 bis 1494). Gegen Ende des 15. Jahrhunderts wurde der Sitz nur mehr als Bauernhof genützt.
Erster Öder von Kriechbaum war Heinrich II. (* 1270, † 1335), der mit dem Geschlecht der Grellen versippt war, errichtete um 1315 den Sitz und nannte ihn Kriechbaum wie der gleichnamige Sitz in Kastendorf bei Königswiesen, der im Besitz der Familie der Grellen war. Der Sitz Kriechbaum war bis zum Ende des 15. Jahrhunderts im Besitz der Öder und wechselte dann mehrmals den Besitzer (Ende des 15. Jahrhunderts Walchen von Prandegg, 1534 Hoheneck, 1611 Tattenbach). Die Herren von Tattenbach ließen 1611 bis 1621 den Sitz neu erbauen. Weitere Besitzer waren 1631 Hanns Händl von Breitenbruck bei Katsdorf, Starhemberger und Kuefstein.
Mit dem Verkauf an den Bauern Jakob Klinger verlor der Sitz die Eigenschaft eines adeligen Landgutes, wurde aus der Landtafel gelöscht und der Herrschaft Riedegg zugeschlagen. Durch Grundstücksverkäufe entstanden kleinere Anwesen und Kleinhäuser.
Siehe auch Hauptartikel: Schloss Kriechbaum
Die Gewinnung, Verarbeitung und Vermarktung von Kaolin in Kriechbaum ist seit dem Beginn des 19. Jahrhunderts in der Pfarrchronik von Tragwein dokumentiert. Ende des 19. und Anfang des 20. Jahrhunderts wurde die Kaolingewinnung professioneller und es interessierten sich Unternehmen dafür, beispielsweise 1910 die Prager Montanaktiengesellschaft, 1920 eine Wiener Genossenschaft und danach die KAMIG, die mehrheitlich der Familie Götzl gehört. Der Abbau von Kaolin erfolgte in Bergwerken. Die höchste Förder- und Produktionsleistung wurde in den Jahren zwischen 1960 und 1970 erreicht, wo jährlich bis zu 170.000 Tonnen Rohkaolin abgebaut wurden. Allein in Kriechbaum waren damals 250 Mitarbeiter beschäftigt, insgesamt hatte die Kamig zu dieser Zeit rund 500 Beschäftigte und war damit einer der größten Betriebe des Mühlviertels.
Durch die Entdeckung von Kaolinvorkommen, die im kostengünstigeren Tagbau erschlossen werden konnten, waren in den 1980er-Jahren Umstrukturierungen und Rationalisierungsmaßnahmen notwendig und die Vermarktung von Nebenprodukten wie Quarzsande wurde forciert.

## Bevölkerung, Kultur
Die Entwicklung der Siedlungen in Kriechbaum steht in engem Zusammenhang mit dem dortigen Kaolinabbau. Die Unternehmensleitung der Kamig hat die Bergleute und ihre Familien bei der Wohnraumbeschaffung in der Nähe ihres Arbeitsplatzes und beim Aufbau von Kultur- und Sporteinrichtungen unterstützt.
Seit 1930 wird die Barbarafeier jährlich im Dezember veranstaltet. Ebenfalls 1930 gründeten Bergarbeiter die Arbeitermusikkapelle Kriechbaum-Tragwein, die 1934 in eine Werkskapelle der Kamig übergeführt wurde und als Knappenkapelle Kamig bezeichnet wird.
1957 wurde der Fußballclub Kamig gegründet, ein Sportplatz errichtet und der Meisterschaftsbetrieb aufgenommen. 1963 schloss sich der FC Kamig dem ASV und der Union Tragwein an.